# Jordbävningen i Marocko 2004
Jordbävningen i Marocko 2004, med en magnitud på 6,4 Mw, inträffade den 24 februari 2004 vid norra Marockos kust.
Minst 628 personer dödades, 926 skadades, 2 539 hem förstördes och över 15 000 personer blev hemlösa i området Al Hoceima-Imzourene-Beni Abdallah, Marocko. Maxintensiteten var IX i området Imzourene-Ait Kamra. Marken började skaka, och jordskred noterades mellan Ajdir och Beni Abdallah med maximal horisontell acceleration på 0,24 g vid Imzourene. 
Skalvet kändes från Tetouan till Nador och ända bort i Fès. Det kändes också (V) vid Melilla och (III) i många delar av södra Spanien from Algeciras och Roquetas de Mar. Dessutom kändes det (II) vid Cordoba, Granada, Huelva, Jaén och Madrid. Det kunde också kännas i Gibraltar. Flera efterskalv dödade minst tre personer och förstörde tidigare försvagade byggnader. 
Jordbävningen inträffade vid östra sluttningen vid Rifbergen, vid gränsen mellan de afrikanska och eurasiatiska plattorna. Skalvet inträffade nära epicentrum av jordbävningen i Al Hoceima den 26 maj 1994, som skadade en person och orsakade stor skada på lerstenshus.

### Fotnoter
1. ↑  USGS Earthquake Hazards Program » Magnitude 6.4 - Near North Coast of Morocco Arkiverad 1 september 2009 hämtat från the Wayback Machine.